# Vingança ao Anoitecer
Dying of the Light (bra/prt: Vingança ao Anoitecer) é um filme de 2014 escrito e dirigido por Paul Schrader. O filme é protagonizado por Nicolas Cage, Anton Yelchin e Irène Jacob. Estreou nos cinemas e nos formatos de VOD em 5 de dezembro de 2014.

## Sinopse
22 anos depois de ter sido torturado e arrastado para a demência por Muhammad Banir, um terrorista árabe que se presume morto, o veterano agente da CIA Evan Lake é forçado a se retirar. Mas quando seu protegido, Milton Schultz, descobre evidências de que Banir provavelmente ainda segue vivo, Lake embarca em uma missão para eliminar seu antigo inimigo.

## Elenco
- Nicolas Cage como Evan Lake
- Anton Yelchin como Milton Schultz
- Irène Jacob como Michelle Zuberain
- Victor Webster
- Alexander Karim como Muhammad Banir

## Filmagem
A filmagem começou em 27 de janeiro de 2014 para ser gravada na Romênia, incluindo na Castel Film Studios, em Bucareste, e terminou depois de cinco semanas nos Estados Unidos. Em 5 de março de 2014, Cage foi visto no set durante as filmagens do filme em Queensland, Austrália.

## Recepção
O filme tem críticas negativas, com 5%, com base em 20 críticas no Rotten Tomatoes.